# الوكالة الوطنية للأمن السيبراني
الوكالة الوطنية للأمن السيبراني، تعرف اختصارًا ANSSI هي وكالة خدمة حكومية فرنسية تم إنشاؤها في 7 يوليو 2009 مسؤولة عن أمن الحاسبات.
تتبع الوكالة الوطنية للأمن السيبراني الأمانة العامة الوطنية للدفاع والأمن لمساعدة رئيس الوزراء الفرنسي في ممارسة مسؤولياته في مجال الدفاع والأمن الوطني.
حلت الوكالة الوطنية للأمن السيبراني محل المديرية الوطنية لأمن الحاسب، والتي حلت محلالمديرية الوطنية لأمن نظم المعلومات في 31 يوليو 2001.
عُين غيوم بوبارد، كبير مهندسي التسليح، مديرًا عامًا للوكالة الوطنية للأمن السيبراني في 27 مارس 2014، خلفًا باتريك بايلو.
يخلف فينسنت ستروبل غيوم بوبارد في منصب المدير العام الجديد في 4 يناير 2023.
تبلغ ميزانية الوكالة 80 مليون يورو (2014 م) ويبلغ عدد العاملين بها 500 فرد في عام 2015 م، مع هدف يصل إلى 567 فردًا بحلول نهاية عام 2017 م.

## روابط خارجية
- الموقع الرسمي لـلوكالة (بالإنجليزية)